# Epimorfosi

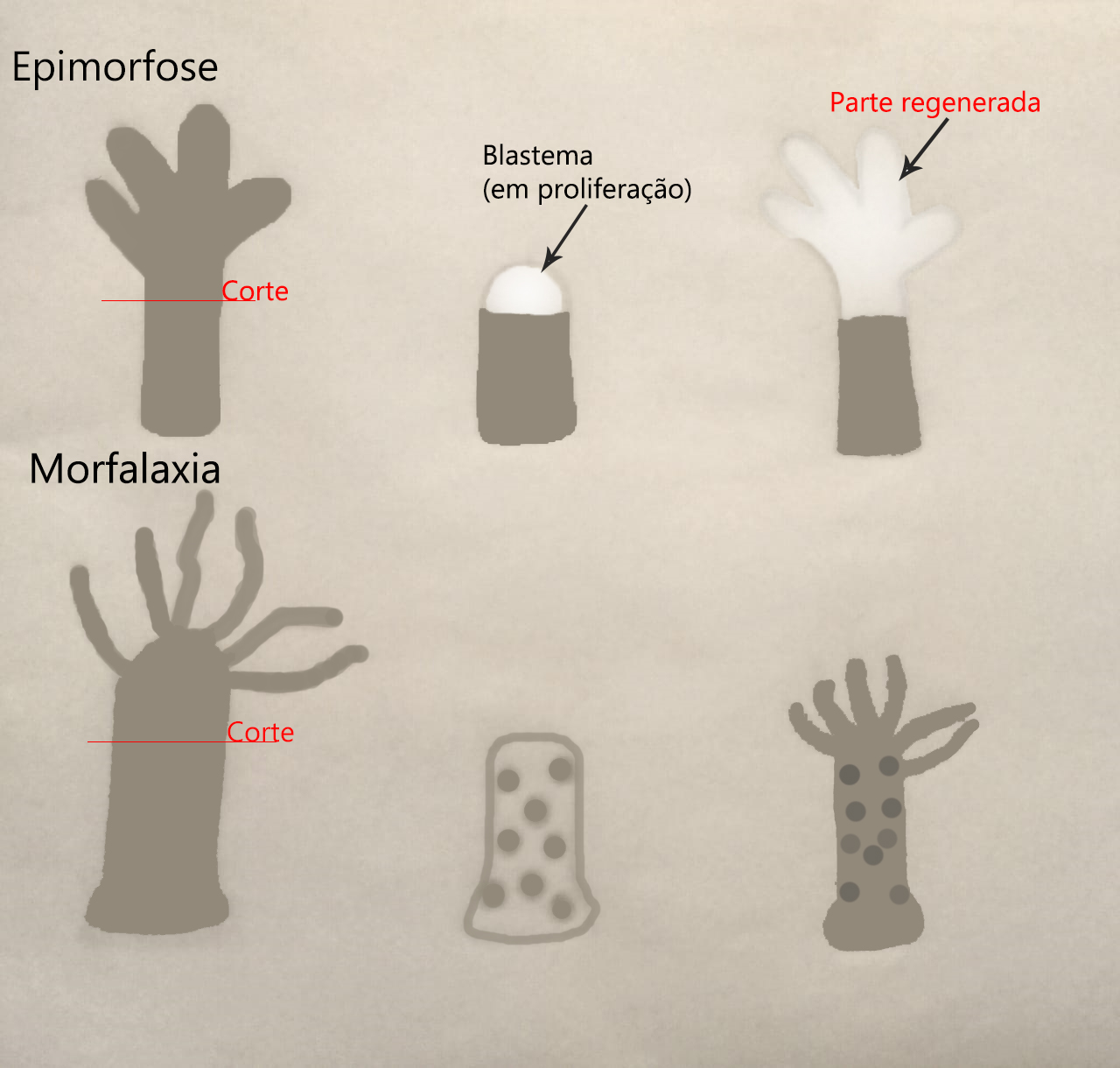
Epimorfosi e morfolassi: in questa immagine vengono messi a confronto i due processi rigenerativi.

In biologia, l'epimorfosi è un processo di rigenerazione in cui vengono interamente ricostruite le parti perdute da un organismo.
Questo processo si verifica per mezzo dell'attività di cellule indifferenziate, le quali proliferano attivamente per poi differenziarsi. Questo tipo di cellule appartiene alla categoria delle cellule staminali somatiche. Il processo porta alla formazione di un blastema, ossia una massa di cellule muscolari o connettivali che perdono il loro differenziamento, originando un gruppo di cellule totipotenti, cioè cellule staminali che presentano la capacità di dare origine a un altro organismo, sottostante al tessuto epiteliale neoformato. Dunque quest'ultimo è in grado di crescere e rigenerarsi in organi o parti del corpo.
Nello sviluppo dell'epimorfosi si possono a volte verificare tre variazioni del processo, chiamate "iper-rigenerazione", quando la parte da rigenerare viene moltiplicata, "endomorfosi", che implica un'imperfezione del ripristino della forma originale dell'individuo, oppure "eteromorfosi", se viene ricostituito qualcosa di totalmente diverso.
Il fenomeno dell'epimorfosi può essere osservato sia nei vertebrati che negli invertebrati.
L'epimorfosi inoltre è spesso contrapposta a un altro processo di rigenerazione chiamato "morfallassi", in cui viene ricostruito un tessuto specifico in una varietà di organismi a causa della perdita o della morte del tessuto esistente. Nella morfallassi la parte mancante viene ricostituita per riorganizzazione dei tessuti residui dopo un processo di sdifferenziamento. La morfallassi è caratterizzata da un livello inferiore di proliferazione cellulare.

## Storia
300 milioni di anni fa mammiferi e anfibi avevano lo stesso antenato, di cui non sono note le caratteristiche rigenerative, anche se si ipotizza che la rigenerazione degli arti della salamandra rifletta il mantenimento della antica caratteristica. Sulla base di questa ipotesi, la rigenerazione della punta delle dita del topo potrebbe rappresentare un esempio di regione dell'arto che ha mantenuto la capacità rigenerativa, mentre nelle altre parti dell'arto è stata persa l'abilità di effettuare un processo rigenerativo. Una visione alternativa, è lo scenario in cui un vantaggio selettivo possa anche favorire la rigenerazione. Se questo è vero, allora i meccanismi che guidano il processo rigenerativo potrebbero essersi evoluti in modi che non sono universalmente conservati, ma sono specifici di uno o più gruppi di organismi.

## Processo

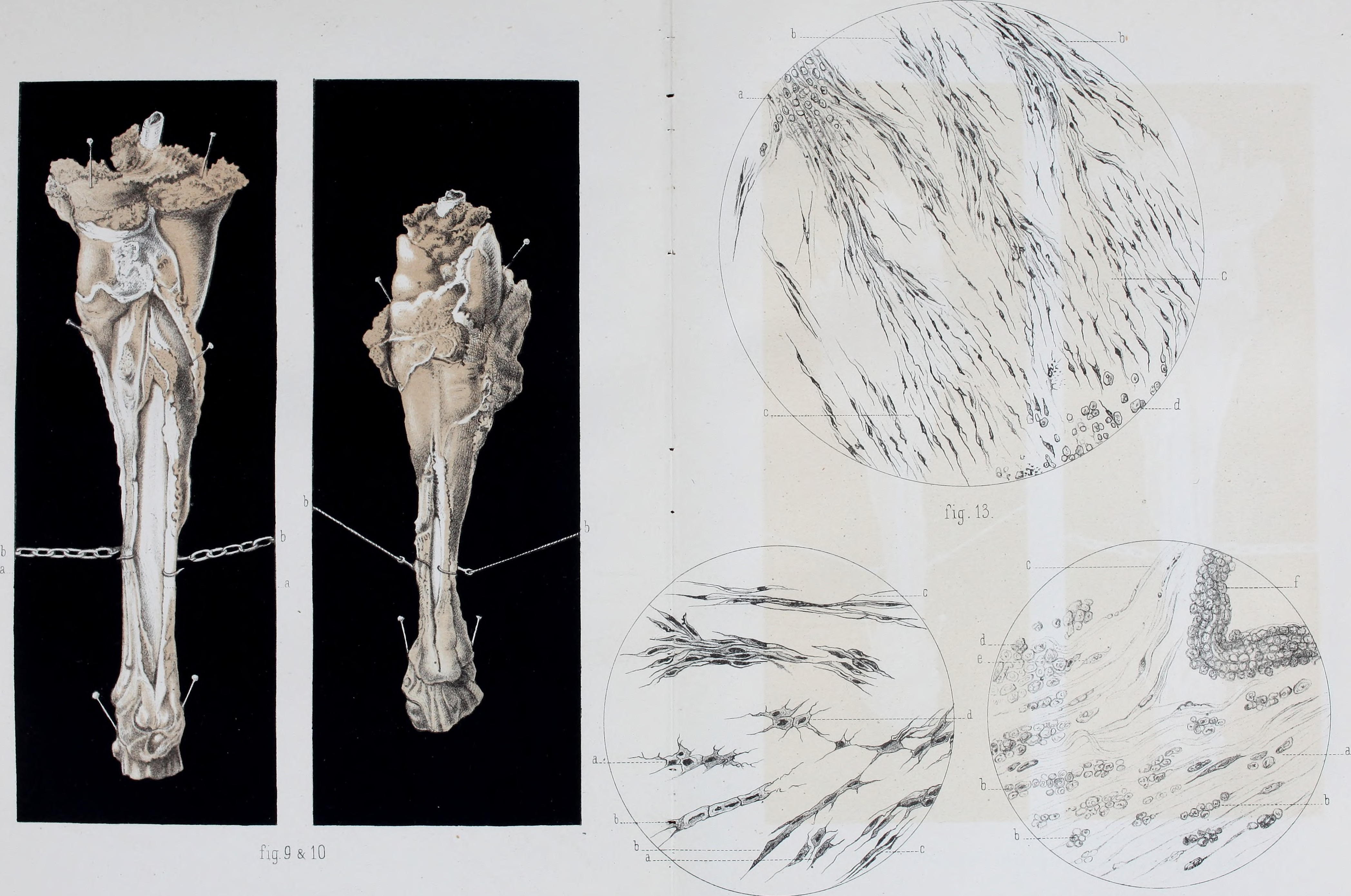
Rigenerazione degli organi e dei tessuti: in particolare nella foto è rappresentato il tessuto osseo.

Dopo l'amputazione di una parte del corpo avviene una degradazione dell'osso per via degli osteoclasti, questa è legata all'espansione delle cellule osteoprogenitrici nel blastema. In seguito a ciò nel blastema avviene una differenziazione delle cellule attraverso l'ossificazione intra-membrana diretta. Essa comporta una risposta di guarigione che si traduce nella formazione di un blastema di cellule proliferanti all'interno dell'epidermide della ferita. Questa risposta comporta un'organizzazione di cellule provenienti da più tessuti diversi e la rigenerazione di più tessuti.
L'epimorfosi è un processo di rigenerazione in cui ogni singola risposta determina una sequenza di eventi indipendenti, ossia la guarigione delle ferite, attivazione delle cellule progenitrici, formazione del blastema e differenziazione. Questi eventi tuttavia si suddividono ulteriormente in altri eventi rigenerativi, ognuno dei quali determina e può compromettere anche in senso fallimentare il risultato finale del progetto. Nel corso dello sviluppo del processo possono accadere infatti dei fallimenti rigenerativi, in cui il corpo del soggetto che sta subendo l'epimorofosi può rischiare di non portare a compimento alcuna rigenerazione oppure avere una rigenerazione parziale della parte persa.
Il meccanismo di rigenerazione delle dita del topo è un esempio tipico che spiega l'epimorfosi nei mammiferi, attraverso un processo è analogo per la maggior parte degli animali dotati di questa capacità. Ci sono delle variazioni a seconda della specie animale ma il meccanismo generale è lo stesso. La differenza in questo caso è che il processo è meno sviluppato e quindi più limitato. Infatti data la limitazione del topo in questo processo, possiamo compararla alla rigenerazione dei polpastrelli umani.

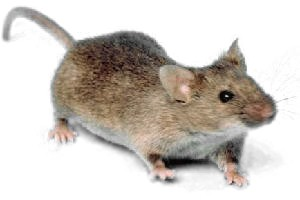
Topo

In un topo ci sono tre elementi falangei: uno all'apice del dito, uno in mezzo e uno al termine. Le capacità rigenerative sono limitate alla parte terminale del dito, che è costituita da diversi tipi di tessuto, l'unghia, l'epidermide, il derma, l'osso corticale, i vasi sangugni e i nervi. La rigenerazione coordina tutte queste strutture, a testimonianza della notevole capacità di risposta del processo. La rigenerazione descrive diverse fasi sovrapposte. Una prima risposta infiammatoria, poi l'istolisi della ferita, caratterizzata da osteoclasti e dal riassorbimento del moncone osseo tramite osteoclasti, la chiusura dell'epidermide e della ferita, la formazione del blastema, la morfogenesi dello scheletro e redifferenziazione per ripristinare le strutture amputate. L'amputazione rimuove la parte corticale distale dell'osso e non attraversa la regione midollare nell'ultima parte. ll moncone amputato è costituito da un osso centrale circondato tessuto connettivo composto da fibroblasti, vasi e nervi. All'esterno si trova l'organo dell'unghia che contiene una popolazione di cellule staminali, in cui all'interno della struttura si differenziano per formare la lamina dell'unghia, inoltre continuano a proliferare per far crescere di continuo l'unghia e infine contribuiscono anche al letto sottostante, a livello distale. Il continuo allungamento dell'unghia è dato anche dall'epidermide che circonda la punta delle dita dorsalmente e lateralmente. In seguito all'amputazione della punta delle dita, l'epidermide lesionata si ritrae e forma attacchi alla superficie del moncone osseo rispetto al piano di amputazione originale. Questa crea un sigillo attorno alla ferita di amputazione ma lascia esposto un segmento distale dell'osso del moncone dove infine viene scartato.
Entro pochi giorni dall'amputazione, i monociti arrivano nel sito della ferita e si differenziano in macrofagi o subiscono una fusione per formare osteoclasti. In concomitanza con la formazione del blastema, gli osteoclasti degradano rapidamente il moncone e ciò determina la fusione del compartimento della ferita circonferenziale con il compartimento del midollo osseo. Successivamente avviene il riassorbimento osseo, seguito dalla chiusura della lesione. Sotto il segmento osseo distale avviene anche la formazione del blastema che impiega circa 10 giorni. Uno degli elementi neurotrofici che sembra essere fondamentale per l'attività del blastema è il fattore GGF (fattore di crescita gliale, dall'inglese Glial Growth Factor) che dopo la denervazione scompare; quando il GGF viene aggiunto al blastema senza nervi si ha la ripresa dell'attività mitotica. Il blastema non solo ha acquisito dunque l'informazione relativa a quali strutture dell'arto si devono formare relativamente alla posizione lungo l'asse prossimale-distale, ma anche relativamente all'asse pollice-mignolo e dorso-palmo in accordo con gli assi del moncone.

### Epimorfosi negli eucarioti

Alga acetabularia

Questo processo si presenta anche negli eucarioti unicellulari e in questo caso ne evidenzia il ruolo del nucleo cellulare. Poiché dal momento in cui un individuo viene tagliato in frammenti avviene il processo di rigenerazione unicamente nella parte in cui è conservato il nucleo, mentre gli altri frammenti degenerano. Nella specie dei protozoi meccanismi come questi sono molto comuni. Un esempio perfetto per spiegare questo fenomeno, è quello dell'alga acetabularia, costituita da tre sezioni, l'ombrello, il gambo e il rizoide, di cui solo l'ultima parte contiene il nucleo. Infatti solo da essa può ricrescere per intero l'alga, mentre dal gambo può ricrescere solo l'ombrello. Questo esperimento compiuto nel 1934, fece ipotizzare a Joachim Hämmerling, biologo che condusse l'esperimento, che le informazioni necessarie per formare l'ombrello, provenienti dal nucleo, fossero conservate nell'estremo superiore dello stelo. Questo accadde prima della scoperta dell'RNA.

## Epimorfosi negli animali
I processi rigenerativi all'interno del regno animale presentano sostanzialmente lo stesso meccanismo ma con diverse caratteristiche, ad esempio la caratteristica fondamentale che distingue l'epimorfosi dei mammiferi da quella degli invertebrati è che questi ultimi in seguito all'amputazione di una parte del corpo non eseguono una cicatrizzazione. Questo suggerisce che la capacità di rigenerare le strutture danneggiate con una sostituzione funzionale abbia subito un notevole cambiamento evolutivo.
La rigenerazione delle strutture degli arti nei mammiferi è dipendente dal livello di amputazione. Ricollegandosi al caso del topo se si supera la parte al termine della falange viene provocato un fallimento rigenerativo caratterizzato da un troncamento osseo e cicatrici.
Un esempio per eccellenza dell'epimorfosi si può trovare nella specie dei phyla, sulla quale sono state fatte innumerevoli scoperte su questi fenomeni di rigenerazione, grazie a questa specie infatti sono stati sviluppati i concetti più importanti riguardanti l'epimofosi. Questi animali sono dotati di notevoli e complesse capacità in ambito della rigenerazione cellulare, il che fa pensare addirittura ad uno spostamento filogenetico verso la perdita di rigenerazione nell'evoluzione animale. La rigenerazione è una caratteristica antica che si è evoluta contemporaneamente alla riproduzione asessuata. Inoltre l'assenza della rigenerazione è una conseguenza della selezione naturale. Concordante a ciò è il fatto che la rigenerazione sia una proprietà di tutti gli animali che viene mantenuta in alcuni ma repressa in altri.

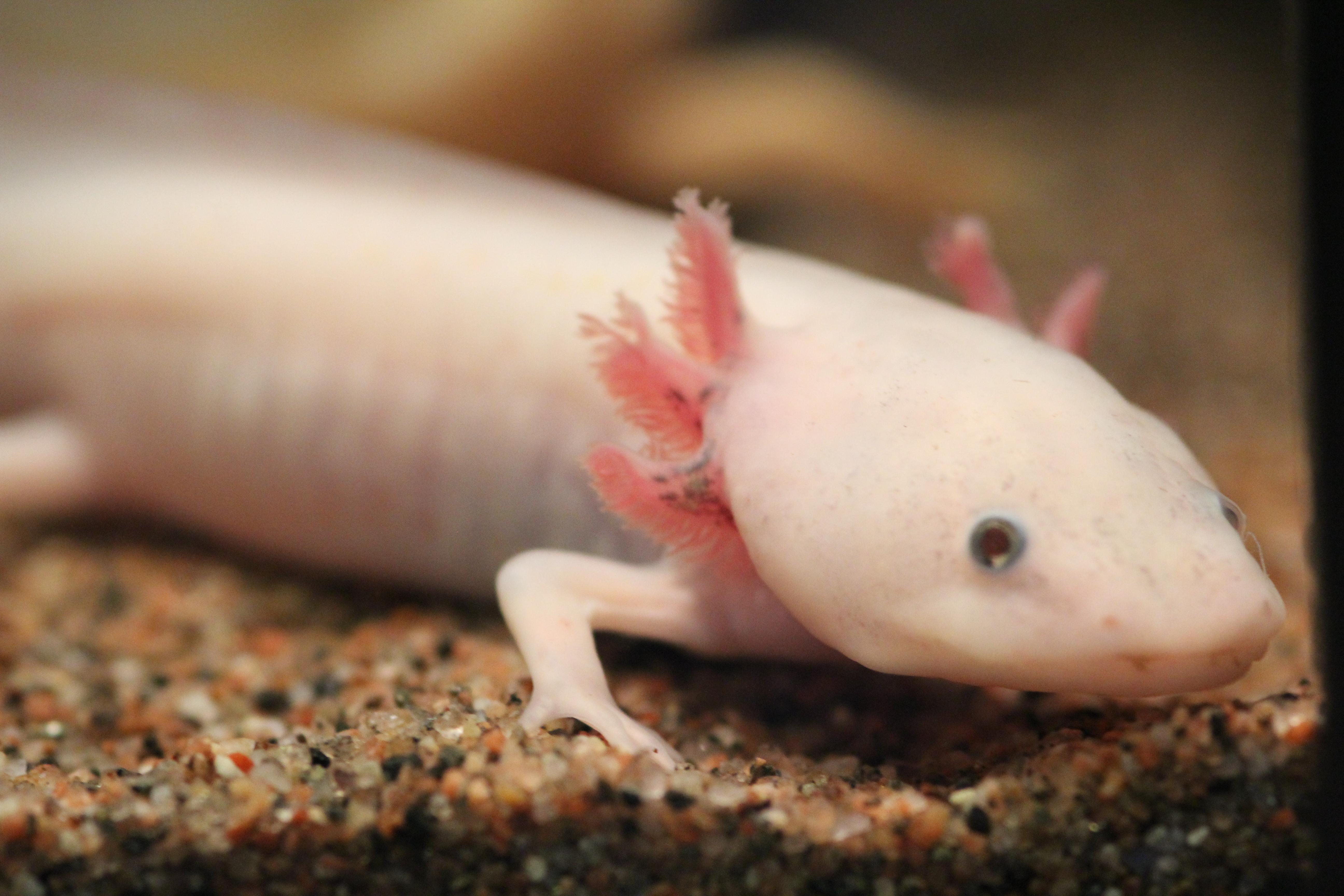
Ambystoma mexicanum

### Esempi di epimorfosi nei vertebrati
- I pesci zebra hanno la capacità di rigenerare le cellule ciliate del cuore e della linea laterale durante i loro stadi larvali. Il processo rigenerativo cardiaco[10]
- L'Ambystoma mexicanum, comunemente conosciuto come axolotl è uno degli animali più celebri per le sue capacita rigenerative, se danneggiato, questo animale è capace di rigenerare senza cicatrici, arti, polmoni, midollo spinale e persino parti del cervello, tutto attraverso l'epimorfosi.[11]

### Esempi di epimorfosi negli invertebrati
- La blatta americana è in grado di rigenerare gli arti che sono stati danneggiati o distrutti, come zampe e antenne, nonché parti del suo occhio composto. Lo fa con la lectina, una proteina creata per legare le proteine, chiamata regenectina, che condivide una famiglia con altre proteine leganti i lipopolisaccaridi (LPS). La regenectina svolge sia una funzione rigenerativa che di difesa del sistema ed è prodotta dal sistema paracrino dello scarafaggio per collaborare con la riforma muscolare.
- Il Planaria vitta è un verme piatto del genere Planaria che, quando necessario, può attingere sia alla morfallassi che all'epimorfosi per ricrescere. Nel Planaria vitta l'epimorfosi precede la morfallassi e dura circa dieci giorni. I Planaria iniziano l'epimorfosi mediante la contrazione dell'epidermide immediatamente dopo che il verme viene tagliato alla testa come meccanismo reazionario del predatore al fine di diminuire la superficie nel sito del taglio. Questo meccanismo attiva i neoblasti che sonocellule staminali totipotenti[12] che consentono ai rabditi di secernere materiali per creare un rivestimento protettivo della mucosa e l'epitelio si raccoglie nel sito attraverso la diffusione delle cellule piuttosto che la proliferazione che avviene nei vertebrati.[13] Le cellule epiteliali dorsali e ventrali arrivano quindi al sito e si differenziano per iniziare la rigenerazione. La polarità della planaria può essere ristabilita attraverso un gradiente antero-posteriore attraverso la via di segnalazione Wnt/β-catenina.[14] La polarità può essere descritta nelle planarie in modo che la parte anteriore del sito della ferita creerà la testa di una planaria e il lato posteriore creerà la coda.[15]

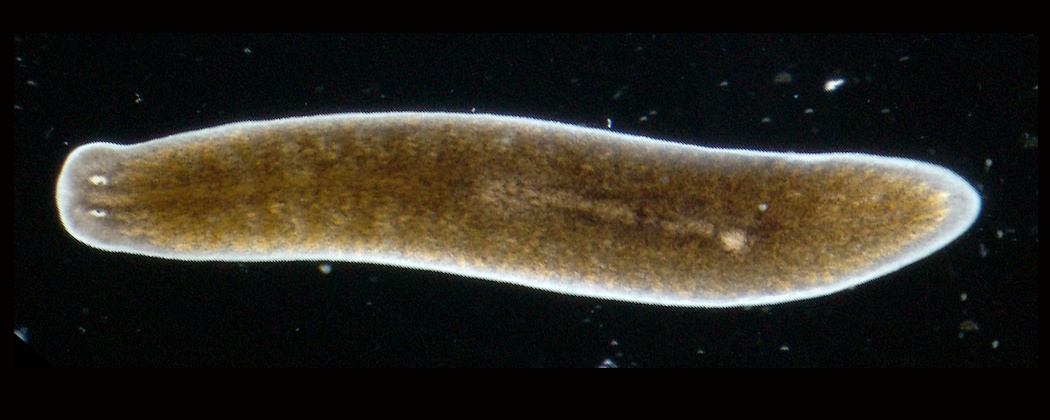
Planaria